# 2015年のラジオ (日本)
2015年のラジオ (日本)では、2015年の日本のラジオ番組、その他ラジオ界の動向について記す。

## 主な番組関連の出来事

### 1月
- 12日 - FMヨコハマとニッポン放送が共同制作番組『横浜トヨペット エスクァイア presents Discover ヨコハマ 2015』をクイーンズスクエア横浜から公開生放送。
- 20日 - ラジオNIKKEI『“夢企業”探訪』のキャスターを担当していた、経済ジャーナリストで元日本経済新聞編集委員の長谷川洋三がこの日、膵臓がんのため死去（71歳没）[1]。1月24日から2月14日までは長谷川の遺志を継ぎ、生前に収録済みだったものを放送[2][3][4]し、2月21日以降の番組は同局記者の今野浩明がインタビュアーを務め[5]、3月28日で番組終了。10年の歴史に幕[6][7]。

### 3月
- 9日 - 文化放送『大竹まこと ゴールデンラジオ!』の2007年5月開始以来月曜日のパートナーを務めていた、エッセイストの阿川佐和子が3月23日放送分[8]をもって卒業することを自ら番組内で明らかにした[9]。
- 27日 - 文化放送
  - 創価学会名誉会長・池田大作の著書『新・人間革命』の朗読番組『ラジオライブラリー「新・人間革命」』がこの日で放送終了、2003年の番組開始から12年の歴史に幕。
  - 音楽ランキング番組『スパカン!』がこの日で放送終了、前身番組『TOYOTA SUPER COUNTDOWN 50』から通算して25年の歴史に幕。
- 28日
  - ニッポン放送『福山雅治のオールナイトニッポンサタデースペシャル・魂のラジオ』がこの日で放送終了。これにより1992年1月から放送開始した「福山雅治のオールナイトニッポン」シリーズ（中断期間を含む）が23年3か月の歴史に幕。
  - 文化放送をキー局に1994年10月から放送されていたアニラジ『電撃大賞』シリーズがこの日をもって放送終了。20年半の歴史に幕。
  - ラジオ関西（初期はラジオ日本）をキー局に1991年4月9日から放送されていた『林原めぐみのHeartful Station』がこの日をもって放送終了。24年の歴史に幕。
- 29日
  - NHKラジオ第1で1999年4月から放送されていた朝の情報ワイド番組『ラジオあさいちばん』が終了。16年の歴史に幕。
  - TBSラジオ『全国こども電話相談室・リアル!』が放送終了、それと同時に1964年から放送されてきた『全国こども電話相談室』シリーズが50年以上にわたる歴史に幕。
- 30日 - 文化放送『大竹まこと ゴールデンラジオ!』の月曜日のパートナーを辺見えみりがこの日から務める。

### 4月
- アール・エフ・ラジオ日本が深夜帯を大改編。アイドルの番組を大幅に増やした「ラジオ日本NEXT」枠を新設。これにより、いわゆる「ラジオ日本深夜の解放区」枠は事実上廃止。
- 1日 - ニッポン放送『テレフォン人生相談』の新パーソナリティに作家・ミュージシャンのドリアン助川が登場。助川がニッポン放送の番組でパーソナリティを務めるのは1995年10月から2000年3月まで放送された『ドリアン助川の正義のラジオ!ジャンベルジャン!』以来15年ぶりとなる[10]。
- 14日 - 2014年8月にTBSラジオで放送した『木曜JUNK・おぎやはぎのメガネびいき』内での発言を巡り、大阪府議（4月12日の選挙で落選）が放送倫理・番組向上機構（BPO）に申し立てたことについて、BPOは「問題なし」との決定を下した[11]。

### 6月
- 20日 - スズカ・ヴォイスFMは、全社員が退職届を提出し出社しなかったため、午前5時から約5時間にわたって番組を放送できなくなった。当日と翌日は自社制作番組も放送できなかった[12][13]。
- 30日 - アール・エフ・ラジオ日本で2012年10月から放送されていたアニラジ『ウハステーション』が予告なく突然終了。これにより、1999年5月から放送されていた『土曜の夜ですウハウハ大放送 アニメストリート』から続いた一連のシリーズが16年2か月の放送に幕。

### 8月
- 25日 - 文化放送『大竹まこと ゴールデンラジオ!』の火曜のパートナーを2011年4月から務めていた、眞鍋かをりが妊娠のため、この日をもって卒業。

### 9月
- 1日 - 文化放送『大竹まこと ゴールデンラジオ!』の火曜パートナーをこの日から倉田真由美が務める。
- 26日
  - TBSラジオ『土曜ワイドラジオTOKYO 永六輔その新世界』がこの日を以って放送終了、24年半にわたる歴史に幕[14]。
  - ニッポン放送『上戸彩 ブリリアント・ライフ』のパーソナリティ・上戸彩が産前産後休業のため、この日の放送分をもって一時降板。同月28日放送分からは増田みのり（ニッポン放送アナウンサー）が代理パーソナリティを担当。
- 27日 - ABCラジオ、KBS京都他全国のAMラジオ局で1951年11月から64年の長きにわたって放送された真宗大谷派の宗教番組『東本願寺の時間』が終了。10月以降はインターネットによる配信に移行した[15]。
- 28日 - TBSラジオで永六輔がパーソナリティを務めるトーク番組『六輔七転八倒九十分』（毎週月曜18:00 - 19:30）が放送開始。

### 10月
- 3日 - TBSラジオ『土曜ワイドラジオTOKYO 永六輔その新世界』の後継番組として、お笑いコンビのナイツがパーソナリティを務める『土曜ワイドラジオTOKYO ナイツのちゃきちゃき大放送』が開始[16]。
- 5日 - ニッポン放送『テレフォン人生相談』の新パーソナリティに女優・タレントの柴田理恵が登場。

### 11月
- 6日 - 文化放送が運営するアニラジ専門のインターネットラジオ「超!A&G+」は、10月27日に死去した声優の松来未祐がレギュラー出演していた『(有)チェリーベル』を、この日をもって終了することを発表。最終回では松来と共にパーソナリティを務めた櫻井孝宏と鈴村健一が松来を追悼した[17]。
- 28日 - FM yokohamaの番組『SHONAN by the sea』を担当していた今井洋介が同月23日に心筋梗塞のため31歳で死去していたことが所属事務所から発表された[18][19]。同番組は1か月間代理DJを立てた後12月27日から末吉里花が担当することになった[20]。
- 29日 - TOKYO FM・JFN全国ネットで放送されていた福山雅治の冠番組『福山雅治のSUZUKI Talking F.M.』が18年8か月にわたる放送を終了し、12月5日からは『福山雅治 福のラジオ』として、土曜に移動。

### 12月
- 31日
  - 文化放送は年またぎ番組として、「さだまさしカウントダウンコンサート」の生中継を内包した『さだまさしカウントダウンスペシャル2016〜猿けど来る!尾張だけど始まる!〜』を放送（22時 - 翌1時）。
  - ニッポン放送は年またぎ番組として、『VVラジオ おおみそか VVカウントダウンフェスティバルin下北沢』をヴィレッジヴァンガード下北沢店からの公開生放送（22時 - 翌1時）。
  - TBSラジオは年またぎ番組として、おぎやはぎの司会による『ゆく小木、くる小木、ぼく矢作』を放送（23時30分 - 翌1時）。

## 主なその他ラジオ関連の出来事

### 1月 - 3月
- 1月1日
  - エフエム岐阜が愛称を「Radio80」から「FM GIFU」に変更。
  - 鹿児島・南日本放送、FM補完中継局として92.8MHzでFM放送開始[21]。
- 1月14日 - TBSラジオ、文化放送、ニッポン放送の在京AMラジオ3局の「墨田FM補完局」（送信所：東京スカイツリー）について、2015年8月までに整備、9月に試験電波発射、冬までには本放送を開始すると発表[注 1][22]。
- 2月2日 - NHK京都放送局、ラジオ第1放送廃止[23]。
- 3月2日 - 秋田放送、FM補完中継局（愛称「ABSFM90.1」）の本放送開始。
- 3月21日 - 南海放送FM放送（通称：Fnam）が午前8時30分より特別番組「Fnam新居浜中継局開局記念 〜今日はまるごと水樹奈々!!スペシャル〜」[注 2]の開始をもって、新居浜放送局でFM本放送開始。これにより、全国で初となるエリアが隣接する同一周波数局での大電力同期FM放送を開始する[24]。同時に松山と新居浜の両放送局で県全体の61.2%がFnamのカバーエリアとなる。
- 3月30日 - 静岡放送と信越放送（長野）がradiko.jpプレミアムで配信開始[25]。

### 4月 - 6月
- 4月1日
  - エフエム愛知が愛称を「@FM」に変更。
  - 四国放送・高知放送、「radiko」でラジオ放送のインターネット配信を開始（JRTは徳島県内のみでエリアフリーの「radiko.jpプレミアム」には参加せず、一方のRKCは「radikoプレミアム」にも対応）。これにより、四国の民放AMラジオ局で「radiko」に参加していないのは西日本放送のみとなる。
- 4月15日 - TBSラジオ『パックインミュージック』のDJやテレビ番組の司会で人気を博していた俳優・タレントの愛川欽也がこの日の朝、肺がんのため死去（80歳没）。愛川の所属事務所が4月17日午前に正式発表した[26]。この関係で、愛川の妻でタレントのうつみ宮土理がパーソナリティを務めるニッポン放送『うつみ宮土理のおしゃべりしましょ』の放送が4月13日放送分から休止され、穴埋め番組として『有楽町情報ライブラリー』が放送されている。
- 5月2日 - TBSラジオをキー局とするジャパン・ラジオ・ネットワーク（JRN）結成60周年。
- 5月3日 - 文化放送とニッポン放送をキー局とする全国ラジオネットワーク（NRN）結成60周年。
- 5月13日 - 総務省は、CBCラジオ、東海ラジオについて、FM補完中継局の予備免許を付与。CBCラジオは周波数93.7MHz、東海ラジオは周波数92.9MHz、空中線電力はいずれも7kW[27]。
- 6月16日 - 総務省は、山口放送について、FM補完中継局の予備免許を付与。周波数92.3MHz、空中線電力は1kWになる予定[28]。
- 6月22日 - 総務省は、RCCラジオについてFM補完中継局の予備免許を付与。周波数は94.6MHz、出力は1kWになる予定。12月1日に広島局から開始予定[29]。
- 6月24日 - 総務省は、InterFMに対し周波数の変更を許可したと発表[30]。これを受けてInterFMは、同月26日より東京タワーの新アンテナから周波数89.7MHzで試験放送を開始[31]、30日18時より本放送を開始した。10月末まで移行期間として従来の周波数76.1MHzとサイマル放送を行う[32]。

### 7月 - 9月
- 7月1日 - 福井放送がradiko.jpプレミアムで配信開始[33]。
- 7月21日 - 山口放送、ワイドFM（エフエムKRY）の本放送（山口FM局、周南/92.3MHz・1kW）を開始した[34]。その後、美祢FM局（86.4MHz・100W）が同年11月29日に開局[35]。ただし、FM補完放送ではあるが、90MHz以下の周波数帯のため「ワイドFM」にはならない[36]。また、長門FM局も年内に開局する予定[37]。
- 7月30日 - FM NORTH WAVE及びInterFM NAGOYAがradikoでの同時再送信を開始（いずれもradikoプレミアムにも対応）[38]。
- 8月13日 - 茨城放送のFM補完中継局・水戸FM局の本免許を総務省より受ける[39]。周波数は94.6MHz、出力1kW。
- 8月17日 - 茨城放送のFM補完中継局「i-fm（あいえふえむ）」水戸FM局の本放送開始[40]。
- 9月18日 - この日の12時から、山形放送でradikoの同時再送信を開始（radikoプレミアムにも対応）[41]。これにより、東北・北海道の民放AM局でradikoに参加していないのは秋田放送のみとなる。
- 9月24日 - 文化放送『ミスDJリクエストパレード』やニッポン放送『笑福亭鶴光のオールナイトニッポン』などに出演した歌手・女優の川島なお美がこの日の夜、胆嚢がんのため死去（54歳没）。文化放送では10月21日に『ミスDJ』に出演した当時の川島を振り返る追悼特別番組『永遠のミスDJ 川島なお美』（19:00 - 20:00）が千倉真理（同じく『ミスDJ』を担当）と吉田照美（『吉田照美 飛べ! サルバドール』で川島と共演）の出演で放送された。
- 9月28日 - RCCラジオがradiko.jpプレミアムで行っていた時間制限を廃止。
- 9月30日 - エフエム岩手が岩手県内とradiko.jpプレミアムで配信開始[42][43]。

### 10月 - 12月
- 10月1日
  - InterFM NAGOYAがステーション名を「Radio NEO」に変更[44]。
  - CBCラジオと東海ラジオの在名ラジオ局2社が愛知県と岐阜県の県境にある三国山から、FM補完中継局としてFMサイマル放送を開始[45][46]。なお、これを記念し、CBCと東海ラジオで9時より放送されている『つボイノリオの聞けば聞くほど』・『かにタク言ったもん勝ち』の女性パーソナリティを入れ替える（「聞けば聞くほど」パーソナリティのCBC小高直子アナが東海ラジオに、「かにタク」パーソナリティの蟹江篤子がCBCに出向いて双方入れ替えを行った）合同特別企画として同時生放送を行っている。
  - 長崎県の長崎放送が長崎市の稲佐山と諫早市の五家原岳から、FM補完中継局としてFMサイマル放送を開始[47]。
- 10月7日 - 『橘家圓蔵のハッピーカムカム』など1960年代から80年代にかけニッポン放送の番組でパーソナリティを務め、またテレビCMなどでも活躍した落語家の橘家圓蔵がこの日早朝、心室細動のため死去（81歳没）[48]。
- 10月20日 - 新潟放送、FM補完中継局（ワイドFM）の本免許を取得[49]。これに伴い、FMの試験放送とAM放送とのサイマル放送を開始。
- 11月1日 - 新潟放送、FM補完中継局（ワイドFM）開局。これに伴い、ラジオ放送のキャッチコピーが、「つながるFM、ひろがるBSNラジオ」に変更される[50]。
- 11月10日[51] - 第11回日本放送文化大賞が発表され、ラジオ部門のグランプリはCROSS FMの『HAPPY HOUSE 〜The family's starting point〜』が、準グランプリは朝日放送の『三木鶏郎に挑む! 平成の仕事師たち』が受賞した[52]。
- 12月1日
  - 広島の中国放送、94.6MHzでFM放送（RCC-FM）開始[53]。
  - IBC岩手放送が、一関局でのFM放送を開始[54]。
  - 愛媛の南海放送、川之江局・大洲局において、FM本放送を開始[55]。
  - 長崎放送、諫早局がFM放送の本放送を開始。
- 12月3日 - 茨城放送、FM補完中継局の日立局が総務省から本免許を受ける[56]。12月7日9時に開局[57]。
- 12月7日 - TBSラジオ・文化放送・ニッポン放送の在京AM3局がFM補完放送をこの日の13時（JST）から開始。これを記念して、3局共同制作による特別番組『FMでもキキマス!ゴールデンたまむすび』（大谷ノブ彦 キキマス!・大竹まこと ゴールデンラジオ!・たまむすびのパーソナリティが出演）を同日の12:55 - 15:30に東京スカイツリーから同時生放送した[58]。
- 12月9日 - 文化放送の「QRソング」やラジオ大阪の「ラジオ大阪の歌」など、民放ラジオのステーションソングやコマーシャルソングの作詞などを手掛けた作家で作詞家の野坂昭如がこの日の夜、心不全のため東京都内の病院で死去（85歳没）[59]。

## 節目

### 記念回
- 2000回
  - 2月24日 - 大竹まこと ゴールデンラジオ!（文化放送）
  - 6月19日 - 垣花正 あなたとハッピー!（ニッポン放送）
  - 11月30日 - 子守康範 朝からてんコモリ!（MBSラジオ）
- 100回 - STAR☆MUSIC☆SUNDAY（1月11日、ABCラジオ）

### 開局周年
- 4月1日
  - 東海ラジオ放送（名古屋局、JOSF）開局55周年
  - エフエム大阪（JOBU-FM、開局45周年）[注 3]
  - エフエム秋田（JOPU-FM、開局30周年）
  - 富山エフエム放送（FMとやま、JOOU-FM、開局30周年）
  - 放送大学FM（JOUD-FM、開局30周年）
  - エフエム石川（JOHV-FM、開局25周年）
- 4月26日 - エフエム東京（TOKYO FM、JOAU-FM、開局45周年）
- 6月1日 - 三重エフエム放送（レディオキューブFM三重、JONU-FM、開局30周年）
- 7月1日 - ラジオ沖縄（ROK、JOXR、開局55周年）[注 4]
- 7月15日 - エフエム福岡（JODU-FM、開局45周年）[注 5]
- 10月1日
  - エフエム岩手（JOQU-FM、開局30周年）
  - エフエム群馬（JORU-FM、開局30周年）
  - 兵庫エフエム放送（Kiss FM KOBE、JOIV-FM、開局25周年）[注 6]
  - エフエム大分（JOJV-FM、開局25周年）
  - エフエム福島（ふくしまFM、JOTV-FM、開局20周年）
- 10月16日 - FM COCOLO（JOAW-FM、開局20周年）[注 7]
- 11月1日 - エフエム熊本（JOSU-FM、開局30周年）[注 8]
- 12月1日 - エフエム山口（JOUU-FM、開局30周年）
- 12月20日
  - 横浜エフエム放送（FMヨコハマ、JOTU-FM、開局30周年）
  - 新潟県民エフエム放送（FM PORT、JOWV-FM、開局15周年）

## 開始番組

### 2015年1月放送開始
ニッポン放送
- 1月7日 - ミッツ・マングローブのオールナイトニッポンGOLD（ミッツ単独進行による改題）

文化放送
- 1月3日 - ツカモト・幡随院・ヒロアキのボトル半分のハナ歌（土曜20:50）
- 1月4日 - 剣と魔法のログレスラジオ（日曜21:00、P:石田晴香、青木瑠璃子）

TOKYO FM
- 1月3日 - SOUND TERRACE（土曜12:30、DJ:宇佐美友紀）
- 1月5日（4日深夜） - トーキング・フットボール!（月曜1:30〈日曜深夜〉、P:水内猛）
- 1月7日 - 樫木裕実の妄想curvy!（水曜21:00）

HBCラジオ
- 1月5日（4日深夜） - アニメロティックNEO(月曜1:00〈日曜深夜〉。DJ:MAYU)

東海ラジオ
- 1月4日 - 井田勝也 週刊 Voice（日曜11:00）

MBSラジオ
- 1月8日 - ゴチャ・まぜっ天国!（木曜23:30。出演:大久保佳代子（オアシズ）、武井壮、小坂温子、おおかわら（鬼ヶ島）、藤原亜紀乃（ザ・マーガリンズ））

ABCラジオ
- 1月3日 - ダンディ 歌の旅（土曜17:25。DJ:和沙哲郎）

ラジオ大阪 1314V-STATION
- 1月3日 - 超えろ!ヴァンガードG（土曜23:30。P:石井マーク、榎木淳弥）

FM AKITA
- 1月9日 - Morning Up! Friday（金曜7:30）

bayfm
- 1月6日（5日深夜） - 氏家秀太のNEXT VIEW（火曜1:30〈月曜深夜〉、A:片山萌美）

### 2015年2月放送開始
FM NORTH WAVE
- 2月3日（2日深夜） - フランチェスカナイト（火曜1:30〈月曜深夜〉。出演:井澤佳の実、工藤沙貴）AV Music Channelより分離独立し放送曜日変更と放送時間繰り下げによる放送局移籍

FM AICHI
- 2月4日 - メガネ赤札堂 presents 乃木坂46 永島聖羅のデリシャス・ミュージック!（水曜21:30。A:マーナイス鈴木）リニューアル改題&放送時間繰り下げ

ラジオ大阪
- 2月6日 - 岩田光央と東内マリ子の新番組（仮題）（金曜23:30）
- 2月7日 - 言葉のことバカリ（土曜14:30、出演:桂福丸、花城アリア、AKITO）

KBCラジオ
- 2月1日 - 玲子と薫のウキウキ宣言!（日曜9:00）

### 2015年3月放送開始
NHKラジオ第1
- 3月30日
  - NHKマイあさラジオ
  - 先読み!夕方ニュース

NHK FM
- 3月31日
  - 夜のプレイリスト
  - MISIA 星空のラジオ（火曜23:00）『MISIA アフリカの風』からリニューアル[60]。

STVラジオ
- 3月30日
  - 生活情報バラエティ わくわくラジオ（月 - 金曜12:00。DJ:和久井薫）[61]
  - 吉川のりおの聞いてナットク のりのりラジオ（月 - 金曜15:00。DJ:吉川のりお）[61]

TBSラジオ
- 3月30日
  - ミヤリサン製薬プレゼンツ 腸から始まる健康ライフ（月曜17:50。P:中澤有美子）
  - 小森谷徹 Mr.COMPASS（月曜18:30。A:秋沢淳子）
  - 夢グループプレゼンツ 辻よしなり・保科有里の歌が聴きたい（月曜19:30）
  - 片岡鶴太郎 わいわいワイン（月曜21:30。A:竹本聡子）リニューアル改題
- 3月31日（30日深夜） - Fine!!（火 - 土曜3:00（月 - 金曜深夜）。DJ:海保知里（火・水曜）、池田めぐみ（木 - 土曜））

文化放送
- 3月30日 - 渡辺徹 家族の時間（月 - 金曜11:45）

ニッポン放送、NOTTV
- 3月31日 - Shiggy Jr.池田智子のオールナイトニッポン0(ZERO)（火曜3:00〈月曜深夜〉）

アール・エフ・ラジオ日本
- 3月30日
  - 夏江紘実 エンタメドライブ!（水曜2:30 - 3:00）
  - Dream5 日比美思 玉川桃奈のみこたま放送局。（金曜2:00 - 2:30）
  - M!LKの牛乳ビンは卒業しました!（土曜2:30 - 3:00）

CBCラジオ
東海ラジオ
- 3月30日 - 天野良春の朝のなつメロ（月 - 金曜5:00）

MBSラジオ
- 3月30日
  - アキナ・大吉洋平の「週刊ヤングマンデー」（月曜22:30）
- 3月31日（30日深夜）
  - アッパレやってまーす!（火曜0:30〈月曜深夜〉）
  - Till Dawn Music（火 - 土曜2:00〈月 - 金曜深夜〉）

ラジオ大阪
- 3月30日
  - 青木和雄の昼までえぇやん!（月 - 金曜9:00。A:倉森ひとみ（月・火曜）、宮本真由美（水・木曜）、林優子（金曜））
  - 熟メン!野村啓司です（月 - 水曜18:00。A:小川恵理子）

### 2015年4月放送開始
NHKラジオ第1
- 4月4日 - らじらー!サタデー/サンデー

TBSラジオ
- 4月5日
  - お笑いスター発掘番組!Saturday Night Laugh（日曜0:00〈土曜深夜〉。出演:皆川玲奈）
  - 辻井いつ子の今日の風、なに色?（日曜7:15。出演:小倉弘子）
  - 鹿児島お茶大使・宮下純一のかごしま茶チャチャ（日曜8:35）
  - コシノジュンコ MASACA（日曜17:00。出演:出水麻衣）
  - 夢グループプレゼンツ 保科有里・豊田綾乃の 人に恋して（日曜17:30）
  - Sound Bistro（日曜19:00。出演:仙道洋平）
- 4月6日（5日深夜） - Fine music（月曜4:00〈日曜深夜〉。出演:駒田健吾）

文化放送
- 4月4日
  - なかじましんや 土曜の穴（土曜11:00。A:小尾渚沙）
  - 文化放送・戦後70年企画 アーサー・ビナード『探しています』（土曜17:30）
  - A&G TRIBAL RADIO エジソン（土曜21:00（文化放送ホームランナイター中継終了後）。P:花江夏樹、日高里菜）
- 4月5日
  - 大島麻衣・浜松町歴8年目!（日曜2:00〈土曜深夜〉）
  - 高田純次 日曜テキトォールノ（日曜11:00。A:八木菜緒）

ニッポン放送
- 4月2日 - 久保ミツロウ・能町みね子のオールナイトニッポンGOLD（木曜22:00）
- 4月3日
  - 金曜ブラボー。（金曜13:00。P:望月理恵、上柳昌彦）
  - 河北麻友子のマユコレ!（金曜17:20）
- 4月4日
  - 三代目 J Soul Brothers 山下健二郎のオールナイトニッポン（土曜1:00〈金曜深夜〉）
  - 大原櫻子 Happy Tuning!（土曜22:00）
  - オールナイトニッポンサタデースペシャル 大倉くんと高橋くん（土曜23:30）
- 4月12日
  - Takara Leben プレゼンツ 姫野れみのチャレンジプロジェクト!（不定期の日曜20:00、A:吉田尚記）

ニッポン放送、NOTTV
- 4月1日（3月31日深夜） - 三四郎のオールナイトニッポン0(ZERO)（水曜3:00〈火曜深夜〉）
- 4月2日（1日深夜） - 吉田山田のオールナイトニッポン0(ZERO)（木曜3:00〈水曜深夜〉）
- 4月4日（3日深夜） - 朝井リョウ&加藤千恵のオールナイトニッポン0(ZERO)（土曜3:00〈金曜深夜〉）

アール・エフ・ラジオ日本
- 4月1日（3月31日深夜） - J-Beat Box（水曜0:30〈火曜深夜〉）[62]
- 4月6日（4月5日深夜） - カントリー・ガールズの只今ラジオ放送中!!

InterFM NAGOYA
- 4月1日 DELITE BRUNCH

NHK FM
- 4月4日 - N響 ザ・レジェンド（土曜19:20 - 21:00。出演:池辺晋一郎、上條倫子）
- 4月5日 - 洋楽グロリアス デイズ（日曜16:00 - 17:00。DJ:シャーリー富岡）
- 4月27日 - Masayuki Suzuki Radio Show GOOD VIBRATION（最終月曜23:00 - 24:00。出演:鈴木雅之）

J-WAVE
- 4月1日 - POP UP!（月 - 木曜 9:00 - 11:30）
- 4月1日 - ACOUSTIC COUNTY（月 - 木曜 14:00 - 16:15）
- 4月1日 - DREAM TRAIN（月 - 金曜 21:50 - 22:00） ※FM802、ZIP-FMと時差ネット
- 4月3日 - J-POP SATURDAY（土曜 15:00 - 17:00）

FMヨコハマ
- 4月3日（4月2日深夜） - ベタつかナイト（金曜2:30〈木曜深夜〉。P:RIDER CHIPS）

静岡エフエム放送
- K-mix SHIZUOKA HITS ON PARADE（金曜 11:30 - 14:00。出演:御代田悟）[63]
- K-mix LIFE! LIFE! LIFE!（金曜 14:08 - 16:55。出演:kainatsu、わたなべだいすけ）[64]

ZIP-FM
- 4月2日 -  HOORAY HOORAY FRIDAY（金曜 13:00 - 16:00。出演:白井奈津）[65]
- 4月7日（4月6日深夜） - SCK（火曜 2:00 - 3:00〈月曜深夜〉。出演:YO!YO!YOSUKE）

KBS京都
- 4月2日 - 女と男と木村のシャバダバ元気!（木曜14:00）
- 4月4日 - 羽川英樹の土曜は旅気分（土曜8:30）

MBSラジオ
- 4月3日 - 福本愛菜のうたバッカ（金曜1:00〈木曜深夜〉）
- 4月4日
  - 桜 稲垣早希のアニメ・アイドルバッカ（土曜1:00〈金曜深夜〉）
  - 上泉雄一の週末もええなぁ!（土曜13:00）
- 4月5日
  - 子守康範 日曜どないSHOW（日曜6:45）
  - 宇都宮まきのまきドキッ!（日曜8:30）
  - 今日は日曜♪野村啓司のラジオなひととき（日曜11:00。湯谷明子）

ABCラジオ
- 4月5日（4日深夜） - flumpool 秘密の部屋（日曜1:00〈土曜深夜〉）

ラジオ大阪
- 4月11日
  - 板東・中井の喜・怒・哀・楽（土曜15:00）
  - ふみ子・恵のうふふのふ（土曜15:30）

FM COCOLO
- 4月4日 - THE MUSIC OF NOTE（土曜22:00）

ラジオ関西
- 4月1日 - こちら、海の見える放送局（月 - 木曜 10:00 - 15:00、金曜 10:00 - 16:00）
- 4月4日 - 谷五郎の笑って暮らそう（土曜 8:00。田名部真理）

FM愛媛
- 4月1日
  - えひめまるごと15分 まちラヂ（水曜 11:40）
  - LINK（月 - 木曜 13:30、金曜 13:40。DJ:ヒカル〔月-水〕、窪田ゆうこ〔木・金〕）
  - A to Z EHIME REAL VOIEC（平日〔月 - 金曜〕15:05。DJ:中岡良一〔月-水〕、ヒシイミチコ〔木・金〕）
- 4月4日
  - いよリーガル 愛媛相続相談所（土曜17:25。出演:荒川晃久、中岡良一）
- 4月5日
  - マシンガンエチケット（日曜1:00〈土曜深夜〉。DJ:ガッツムネマソ（スナッチハンター））
  - 三越らしさは、私らしさ。（日曜12:55。出演:ヒシイミチコ）
  - EHIME BUSINESS TREND（日曜19:00。出演:松田久、近藤路子、中野隆）
- 4月6日（5日深夜）
  - Catch The Dream（月曜0:00〈日曜深夜〉。DJ:鍋）

RKBラジオ
- 4月
  - 仲谷一志のトンガリキック!!（月曜20:00 - 20:45 出演:仲谷一志）
  - 川上政行の朝からゴメンなさい!（日曜8:30 - 9:00 出演:川上政行、葉山さつき）

### 2015年5月放送開始
アール・エフ・ラジオ日本
- 5月6日 - ゆうたろうの歌エンタ（水曜23:30）

### 2015年6月放送開始
文化放送
- 6月30日
  - ユニゾン!（火 - 金曜1:00〈月 - 木曜深夜〉。P:関智一（月曜）、柿原徹也（火曜）、寺島拓篤（水曜）、鈴村健一（木曜））
  - リッスン? 2-3（火 - 金曜2:00〈月 - 木曜深夜〉）リニューアル改題

InterFM NAGOYA
- 6月29日 - MAG!C☆PRINCEのLOVEラジ（平日〔月 - 金曜〕20:00。MC:ハジメ（フォーリンラブ））

### 2015年7月放送開始
TBSラジオ
- 7月4日 - 〜歌を絆に〜東北希望コンサート（土曜17:15）レギュラー放送開始
- 7月6日 - 住友生命 presents 浅田舞のマイ YOUNG JAPAN ACTION（月曜21:00）

文化放送 A&G
- 7月4日 - miHoYo presents 井口裕香の崩壊学園放送部（土曜26:00）

ニッポン放送
- 7月6日 - ウーマンラッシュアワー 村本大輔のオールナイトニッポン（月曜25:00）

ラジオ大阪 1314 V-Station
- 7月3日 - 実は私はらじお（金曜24:30。P:芹澤優、M・A・O）

JFN
- 7月5日 - Hellosmile Lounge（日曜23:30。P:小巻亜矢、菅野結以）リニューアル改題

TOKYO FM
- 7月4日 - エイピーピー・ジャパン presents LOVE TREES 〜未来への杜〜（金曜16:30。P:華恵）

InterFM
- 7月1日 - atelier429（水曜24:00。DJ:滴草由実）
- 7月2日 - JMCの納豆 On The Radio（第1, 3木曜24:00）

bayFM
- 7月2日 - FORTUNE MEETING（木曜25:30。DJ:時東ぁみ、行弘）

アール・エフ・ラジオ日本
- 7月6日 - 黒川泰子のエレガントナイト（月曜22:30）

FMヨコハマ
- 7月1日 - おもいっきりドラゴンゲート（水曜26:30。出演:DRAGON GATE所属プロレスラー、篠原匡朱子）
- 7月2日 - パギョパギョdon!（木曜26:30。DJ:ターザン山本、梅田剛志）
- 7月3日 - 好きやねん ジャズ（金曜24:30。DJ:澤野由明、春ななみ）

ラジオNIKKEI
- 7月1日 - Click DE On-Air（平日〔月 - 金曜〕12:00、第2）
- 7月3日 - この企業に注目! 相場の福の神（金曜14:30、第1。出演:藤本誠之）

### 2015年9月放送開始
TBSラジオ
- 9月28日
  - 六輔七転八倒九十分（月曜18:00。P:永六輔、A:はぶ三太郎、長峰由紀（週替わり）、外山惠理（同）
  - 学習院プレゼンツ 夢発信ラジオ「学スタ」 〜夢への一歩、スタートしよう〜（月曜21:30。P:伊藤隆佑）
- 9月29日
  - メタウォーター presents 水音スケッチ（火-金曜17:50。P:堀井美香）
  - SOUND AVENUE 905（火 - 金曜21:00。DJ:佐野元春〔火曜〕、鈴木慶一〔水曜〕、小西康陽〔木曜〕、週替り〔金曜〕）[67]

文化放送
ニッポン放送
- 9月28日
  - 志村けんの美女対談（月 - 木曜 19:18頃。今夜もオトパラ!内）
  - オールナイトニッポン MUSIC10（月 - 木曜 22:00。P:森山良子〔月曜〕、名取裕子〔火曜〕、松田聖子〔火曜・月1回〕、鈴木杏樹〔水曜〕、斉藤由貴〔木曜〕）

FM NORTH WAVE
- 9月5日 - ROYCE' SWEET MUSIC（土曜11:30。DJ:渡辺克己）

アール・エフ・ラジオ日本
- 9月6日 - 3分英会話、ここだけの話 by本城武則（日曜6:45）
- 9月28日 - 女子流Giannts!（月曜19:30。P:半田あい）
- 9月29日 - 玄秀盛の駆け込みRADIO（火曜24:30。A:伊藤ゆき）

### 2015年10月放送開始
アール・エフ・ラジオ日本
- 10月1日
  - ズームアップ・ビズ〜この人に聞きたい〜（木曜21:00）
  - 明日の備え・震災の記憶と対策（木曜21:15）
- 10月3日
  - Kanaコレ!（土曜6:45）
  - ドライブ・ア・ラ・カルト（土曜21:00）
- 10月4日
  - Hermonic Groove!!（日曜2:30〈土曜深夜〉）
  - 今日いち!はつらつ道場（日曜7:45）
  - Dr.龍の世界基準の笑顔を作るスマイルワークアウト（日曜16:45）
  - Sunday Soul night（日曜21:30）
- 10月8日 - さくら色お悩み相談室（木曜1:00〈水曜深夜〉）

TBSラジオ
- 10月3日 - 土曜ワイドラジオTOKYO ナイツのちゃきちゃき大放送（土曜9:00。出演:ナイツ）
- 10月4日
  - 辛島美登里 こころん、ふるさと（日曜23:00）
  - 小森谷徹の目撃!偉人伝（日曜23:30）

文化放送
- 10月3日
  - ビビる大木のBrat!Brat!（土曜19:00。A:足立梨花、出演:やしろ優、ブルーリバー、我武者羅應援團、今尾恵介）
  - MAX・ONNA Now（土曜20:30）
- 10月4日 - 大島麻衣 ハイブリッド・トーク（日曜18:30。キニナル内）
- 10月5日 - ラジオ シュヴァルツェスマーケン（月曜1:00〈日曜深夜〉。P:山本希望、田中美海）

文化放送、超!A&G+
- 10月4日 - FgG presents 小松未可子と優木かなの★★★★★（日曜3:00〈土曜深夜〉）

ニッポン放送
- 10月1日 - 笑顔のミナモト（木曜21:00。P:魔裟斗、矢沢心）
- 10月2日 - 神田莉緒香 カンダフルレディオ（金曜21:30）
- 10月3日 - ウィークリースポーツトーク マイチャレンジ（土曜18:00。P:週替り）
- 10月4日 - 戸田恵子 オトナクオリティ（日曜14:00）
- 10月9日 - ガレッジセールのぐるーりニッポン

TOKYO FM
- 10月1日
  - MY OLYMPIC α（アルファ）（月 - 金曜 14:55。P:荒川静香）
  - SUZUKI presents NAGASE The Standard（月 - 木曜 16:50。P:長瀬智也）
  - 厚切りジェイソンのThursday Night WHY（木曜21:15。P:厚切りジェイソン）
- 10月3日
  - モシモワールド supported by TOYOTIRES（土曜 9:50。P:はなわ）
  - 東洋化成 アナログ・ガラパコス（土曜 18:30。P:瀬戸真矢）
  - KOSE MUSIC ON THE EDGE（土曜 22:00。P:森高千里）
  - ジャパネクレディオ powerad by EMTG MUSIC（土曜深夜25:30。P:小川智宏）
- 10月4日
  - ブルボン presents Shining Star（日曜 6:30。P:森麻季）
  - セブン-イレブン Boon Boon Sunday（日曜 8:30。P:松嶋尚美）
- 10月5日
  - 北澤豪 フィールド・オブ・ライフ（月曜1:00〈日曜深夜〉。P:北澤豪）
  - TOKYO FM WORLD（月 - 水曜20:00）
- 10月6日 - ENGISH JUKEBOX（火曜21:15）
- 10月7日 - 院陽座・黒猫のねこまんまRADIO（水曜深夜25:30）

JFN
- 10月2日 - Memories & Discoveries（火-金曜4:00）

J-WAVE
- 10月3日 - OTHERS（土曜22:00、ナビゲーター：ふかわりょう）

NACK5
- 10月1日 - AEON LakeTown presents 向井地美音(AKB48)のみーおんたいむ♪（木曜21:10。P:向井地美音（AKB48）、佐々木優佳里（同））
- 10月4日 - コトノハアルゴリズム（日曜23:00。P:アルルカン）
- 10月6日 - Rhythmic Toy World内田のミーツアミーゴ!（火曜深夜1:40。P:内田直孝（Rhythmic Toy World））
- 10月7日 - Aldiousの嬢RADIO（水曜2:45〈火曜深夜〉）

STVラジオ
- 10月3日 - アタヤンNEXT（土曜0:00〈金曜深夜〉。P:工藤聖太）

HBCラジオ
- 10月2日
  - ファイターズナイター〜ベストセレクション2015（金曜17:50、P:HBC野球実況アナウンサー&野球解説者）
  - 親びん&亜樹のEZOマリアージュ（金曜22:00、P:鎌田孝（酒匠・北海道ソムリエ）、小橋亜樹（オフィスCUE））
  - 一斉送信:宅飲みするよ!（金曜22:30、P:江田由紀浩（演劇 ユニット☆イレブン、小野春菜）
- 10月4日 - トークアイドル育成番組「Teamくれれっ娘!のラジオ予備校」（日曜2:45〈土曜深夜〉、P:Teamくれれっ娘!）
- 10月7日 - ファイターズQ!（日曜17:50、P:渕上紘行）
- 10月8日 - ファイターズファン養成講座!（木曜17:50、P:P:水野善公、増田英彦（ますだおかだ）、金城茉里奈）
- 10月18日 - HBCラジオ ウィークリースペシャル（日曜13:00）

東海ラジオ
- 10月2日 - 私立九瓏ノ主学園放送室〜アルスマグナ情報局〜（金曜21:00）[69]
- 10月6日 - TOKAIRADIO × TSUTAYA LIFESTYLE MUSIC 929（火 - 金曜20:00。P:ADAM at, LASTGASP〔火曜〕、Suchmos〔水曜〕、ピエール中野（凛として時雨）〔木曜〕、SEAMO〔金曜〕）[70]

Radio NEO
- 10月1日
  - Morning NEO -GAYA-
  - Morning NEO -SUNNY-
  - NME -NEO Musical Express-

KBS京都
- 10月1日
  - 和牛のおもしろ牧場（木曜19:30）
  - CLAMPの京都上ル下ル（木曜21:30）
- 10月2日 - プリマ旦那の今夜も嫁がナイト（金曜18:00。A:中島静香）

α-STATION
- 10月2日 - STEEL HEARTS（金曜22:00。DJ:BLACK YAK.）

MBSラジオ
- 10月4日- 日本一明るい経済電波新聞（日曜8:30。P:竹原信夫、A:高井美紀）
- 10月6日 - ニュースターラジオ（火 - 金曜19:30。P:浅越ゴエ（火・水曜）、亀井希生（木・金曜）、出演:今くるよ（火曜）、玉巻映美（水曜）、島田珠代（木曜）、尼神インター・誠子（金曜））

ラジオ大阪
- 10月3日
  - Chicken Garlic Steakのサタデーモーニング♪（土曜8:00。A:田中愛）リニューアル改題
  - サタオビ（土曜9:05。P:たつを、A:藤原茉央）

ラジオ関西
- 10月6日 - KOBE JAZZ-PHONIC RADIO（火曜17:55。P:広瀬未来、池田奈月、高橋知道、たなかりか）

南海放送
- 10月6日 - MOTTO!!（火 - 金曜22:00）

RKBラジオ
- 10月2日 - RKBエキサイトホークス 延・長・戦!（金曜18:00 P:上杉あずさ、宮脇憲一、茅野正昌、岸川勝也）
- 10月2日 - コーポももちはま（火 - 金曜19:30 P:宮脇憲一、三好ジェームス、町田隼人、植村友紀）
- 10月3日 - 古代の福岡を歩く（土曜20:00。P:坂田周大）

KBCラジオ
- 10月3日 - おすぎとピーコのシスターシスター（土曜12:00）

### 2015年12月放送開始
TBSラジオ
- 12月7日 - エンタメExpress（月曜21:45）改題
- 12月14日（13日深夜） - TBSラジオ エア・ナビゲーション（月曜3:00）改題

TOKYO FM
- 12月5日 - 福山雅治 福のラジオ（土曜14:00）
- 12月6日 - ももいろクローバーZのSUZUKIハッピー・クローバー!（日曜16:00）

アール・エフ・ラジオ日本
- 12月5日 - 今日も一日さんじゅうまる!（土曜6:45。P:伊原俊一）
- 12月13日 - モーニング・クリップ（日曜7:20。P:東紗友美）

bayfm
- 12月8日（7日深夜） - 犬ラジ（月曜1:00。DJ:Thinking Dogs）

Radio NEO
- 12月1日 - ラジカルNEOナイト（月 - 木曜21:00）

### 期間限定番組
- 1月5日 - 1月26日 国民年金基金プレゼンツ 確定申告インフォメーション（文化放送、月曜9:45。出演:野村邦丸、井戸美枝）全4回
- 1月16日 - 4月3日 もうすぐ50回!上方漫才大賞（ラジオ大阪、金曜19:00。萩原芳樹）
- 1月17日 - 6月27日 井上由美子のちょっと聞いてなぁ〜!（ラジオ大阪、土曜11:15）
- 2月7日 - 3月28日 ALOHA RAINBOW（アール・エフ・ラジオ日本、土曜5:00、レミー愛、パニオロ）[73]
- 3月2日 - 6月29日 住友生命 Presents 浅田真央のにっぽんスマイル（TBSラジオ、月曜21:00）
- 4月6日 - 24日、5月11日 - 29日 モノが語る世界の歴史（NHKラジオ第1、月 - 金曜1:45〈日 - 木曜深夜〉。田中麗奈）
- 4月10日 - 5月15日 桂米朝さん追悼特集番組「ありがとう 米朝さん落語特選」（ラジオ大阪、金曜19:00）

## 終了番組

### 2015年1月放送終了
- 1月24日 - 健康チェック お医者さんに聞いてみよう（アール・エフ・ラジオ日本）
- 1月30日 - 宍戸マサルとゆうたろうの歌謡ジャック（アール・エフ・ラジオ日本）
- 1月31日 - 秋川百合のアーリー・モーニング!（アール・エフ・ラジオ日本）

### 2015年2月放送終了
- 2月23日 - が〜まるちょば、しゃべる!（TBSラジオ）

### 2015年3月放送終了
- 3月1日 - BZS1422（アール・エフ・ラジオ日本）
- 3月14日
  - 絆うた（NHKラジオ第1）
  - だめだめラジオ 天使のお言葉（NHKラジオ第1）
- 3月23日
  - 世の中面白研究所（NHKラジオ第1）
  - Kakiiin（TBSラジオ）
  - 赤い公園のオールナイトニッポン0(ZERO)（ニッポン放送、NOTTV）
  - 健太×近田のロック巌流島（NHK FM）[74]
- 3月24日
  - 夏木マリ・丈夫も芸のうち（NHKラジオ第1）
  - みうらじゅんのサントラくん（NHKラジオ第1）
  - Czecho No Republicのオールナイトニッポン0(ZERO)（ニッポン放送、NOTTV）
- 3月25日
  - チャラン・ポ・ランタンのオールナイトニッポン0(ZERO)（ニッポン放送、NOTTV）
  - 羽川英樹の京・奈良・近江☆みつけ旅（KBS京都）
- 3月26日
  - 昭和歌謡ショー（NHKラジオ第1）
  - ゆずのオールナイトニッポンGOLD（ニッポン放送）
  - ウーマンラッシュアワーのオールナイトニッポン0(ZERO)（ニッポン放送、NOTTV）
  - 鈴木美智子の脳活ラジオ（KBS京都）
  - ノムラでノムラだ♪（MBSラジオ）
- 3月27日
  - 私も一言!夕方ニュース（NHKラジオ第1）
  - ラジオライブラリー「新・人間革命」（文化放送）
  - スパカン!（文化放送）
  - 上柳昌彦・山瀬まみ ごごばん!フライデースペシャル（ニッポン放送）
  - テリー伊藤のフライデースクープ そこまで言うか!（ニッポン放送）
  - アルコ&ピースのオールナイトニッポン（ニッポン放送）
  - ラブレターズのオールナイトニッポン0(ZERO)（ニッポン放送、NOTTV）
  - 中井雅之のハッピーで行こう!（ラジオ大阪）
  - どさんこラジオ（STVラジオ）
- 3月28日
  - 怒髪天 増子直純の月刊ロック判定（NHKラジオ第1）[6]
  - ミュージックナビ〜昨日と今日との交差点〜（TBSラジオ）
  - 青木和雄の土曜がいちばん!（ラジオ大阪）
  - A&G 超RADIO SHOW〜アニスパ!〜（文化放送）
  - 師岡正雄 サタデーショウアップスポーツ（ニッポン放送）
  - マキタスポーツ 土曜もキキマスター!（ニッポン放送）
  - 福山雅治のオールナイトニッポンサタデースペシャル・魂のラジオ（ニッポン放送）
  - 桂塩鯛のサークルタウン（KBS京都）
  - 野中藍 ラリルれ、サタデーナイト。（ラジオ関西）
  - 林原めぐみのHeartful Station（ラジオ関西）
  - 電撃大賞（文化放送）
  - 電磁マシマシ（CBCラジオ）
  - a-GENERATION（文化放送）
  - 吉田仁美のプリキュアラジオ キュアキュア♡プリティ（ABCラジオ）
  - “夢企業”探訪（ラジオNIKKEI）[6]
  - とことん○○（NHK FM）
  - SATURDAY SONIC（J-WAVE）
  - ドコモ団塊倶楽部（文化放送）
- 3月29日
  - ラジオあさいちばん（NHKラジオ第1）
  - チェキラ!（NHKラジオ第1）
  - Wktkラヂオ学園（NHKラジオ第1）
  - 全国こども電話相談室・リアル!（TBSラジオ）
  - 集まれ昌鹿野編集部（ラジオ関西）
  - 上坂すみれの乙女＊ムジカ（東海ラジオ）
  - 日曜出勤生ラジオ（MBSラジオ）
  - ASAHI SUPER DRY NORTH GARDEN（FM NORTH WAVE）
  - RADIO EXPLOSION（FM NORTH WAVE）
  - 洋楽80'sファン倶楽部（NHK FM）

- 3月30日
  - ラジオ・パープル（TBSラジオ）

- 3月31日
  - I A.M.（J-WAVE）
  - GRATITUDE（J-WAVE）
  - READING FOR YOUR HEART（J-WAVE）FM802、ZIP-FMと3局時差ネット
  - THE REASON WHY（J-WAVE）JFL5局時差ネット

### 2015年4月放送終了
- 4月1日 - bayfm MIDNIGHT GIRLS RADIO 絶対!美脚時代!!（ベイエフエム、同時に担当していた「美脚時代」も解散）
- 4月6日[75] - うつみ宮土理のおしゃべりしましょ（ニッポン放送）

### 2015年6月放送終了
- 6月25日
  - ベタつかナイト（FMヨコハマ）
  - ケラケRadio（BayFM）
  - リッスン? 〜Live 4 Life〜（文化放送）
- 6月26日
  - Hellosmile Cafe（JFN）
  - 深夜のppトーク（BayFM）
  - 青山2丁目 太まん飯店（文化放送）
- 6月27日
  - サエラと歌おう〜ニッポニアソング（文化放送）
  - ドクター石原のえがお元気便（TBSラジオ）
- 6月29日
  - 高円寺女子サッカー部（アール・エフ・ラジオ日本）
  - ゴールデンボンバー鬼龍院翔のオールナイトニッポン（ニッポン放送）
- 6月30日
  - Lunch Time Meeting（ラジオNIKKEI第2）
  - 水田竜子の歌って素晴らしい!!（アール・エフ・ラジオ日本）
  - ウハステーション（アール・エフ・ラジオ日本）

### 2015年9月放送終了
- 9月21日
  - 栗田貫一の栗カントリー倶楽部（ニッポン放送）
  - 新行市佳の 新ネタ イチ番乗り!（ニッポン放送）
  - 小森谷徹 Mr.COMPASS（TBSラジオ）
  - 片岡鶴太郎 わいわいワイン（TBSラジオ）
  - バカリズムのオールナイトニッポンGOLD（ニッポン放送）
- 9月22日 - J-Beat Box（アール・エフ・ラジオ日本）
- 9月23日 - ミッツ・マングローブのオールナイトニッポンGOLD（ニッポン放送）
- 9月24日 - 久保ミツロウ・能町みね子のオールナイトニッポンGOLD（ニッポン放送）
- 9月25日
  - Outing Radio 〜週末、何する?〜（ラジオNIKKEI第2）
  - 尾木ママのマンマ・ミーア（TOKYO FM）
  - Radio Disney（TOKYO FM）
  - 楽シネマ（bayFM）
  - 大島麻衣・浜松町歴8年目!（文化放送）
  - ディープな宇宙をつまみぐい（アール・エフ・ラジオ日本）
- 9月26日
  - Chicken Garlic Steakのアカペラモーニング♪（ラジオ大阪）
  - 土曜ワイドラジオTOKYO 永六輔その新世界（TBSラジオ）
  - TOSHIBA presents GREEN EARTH RADIO（TOKYO FM）
  - 大正大学 地域構想研究所 presents 地域人ラジオ（TOKYO FM）
  - PRIME FACTOR（J-WAVE）
  - SCHOOL OF LOCK! Saturday 未確認LOCKS!（TOKYO FM）
  - RADIOアニメロミックス ラブライブ!〜のぞえりRadio Garden〜（文化放送）
  - 茅原実里 SANCTUARY（TOKYO FM）
  - life is music（J-WAVE）
- 9月27日
  - 宇都宮まきのまきドキッ!（MBSラジオ）
  - ロック ウィズU!（アール・エフ・ラジオ日本）
  - Music in Memory（TOKYO FM）
  - 杏のAnytime Andante（ニッポン放送）
  - THE SESSION（bayfm）
  - Sound Bistro（TBSラジオ）
  - 寺田倉庫 presents 石井竜也 TIME CAPSULE（TOKYO FM）
  - life is music（J-WAVE）
  - 君のアシタを応援したい!（bayfm）
  - ヴィンテージ音楽館（アール・エフ・ラジオ日本）
  - てつやがきくから（TOKYO FM）
  - 花澤香菜・雨宮天のRADIO GREE NIGHT（文化放送）
  - 西内ひろ・沢井美空のMiss ラジオ（文化放送）
- 9月28日 - 山あり谷あり 〜亀山祥之 人生を語る〜（アール・エフ・ラジオ日本）
- 9月30日 - DELITE BRUNCH（InterFM NAGOYA）

### 2015年10月放送終了
- 10月26日 - 柏英樹のG PLUS SPORTS（アール・エフ・ラジオ日本）

### 2015年11月放送終了
- 11月28日
  - SATURDAY MUSIC LAB.（TOKYO FM）
  - Kanaコレ（アール・エフ・ラジオ日本）
- 11月29日 - 福山雅治のSUZUKI TALKING F.M.（TOKYO FM）

### 2015年12月放送終了
- 12月6日 - モーニング・チェック（アール・エフ・ラジオ日本）
- 12月25日
  - ヒラタ屋本舗!おもしろトラベル!!（ラジオ関西）
  - EXILE EX-PRESS（TOKYO FM）
- 12月26日
  - まよなかデリバリー（ラジオ関西）
  - SHELLY GO ROUND（ニッポン放送）
  - 大原櫻子 Happy Tuning!（ニッポン放送）
- 12月31日 - WE LOVE ROCK（ラジオ関西）
- 月内
  - わかさ生活社長 角谷建耀知の人生は蒔いた種の通りに実を結ぶ（ラジオ関西）
  - PermanentFishのアカペラの時間（ラジオ関西）

## 特別番組

### 1月放送
- 1月1日
  - 放送90年スペシャル「音でたどる　日本の“初めて”」（NHKラジオ第1、8:05、MC:山本哲也、G:中村メイコ、清水富美加）
  - 2015 新春みゆき初め（TBSラジオ、14:30、出演：駒田健吾、前田祥丈）
- 1月2日
  - 文化放送 新春翔平ショー 〜 大谷翔平 二刀流の真実 〜（文化放送、14:30、出演:大谷翔平、栗山英樹、中村剛也、斉藤一美）
  - 「レジェンド（伝説）」を生きる “レジェンド葛西”と“キング・カズ”が出会う（NHKラジオ第1、21:05、聞き手:松尾剛）
- 1月3日
  - 超特急の2015年出発進行!（文化放送、14:30）

### 2月放送
- 2月11日 - ニッポン放送ホリデースペシャル 荘口彰久・新保友映のenjoy!RUN&WALK（13:00）

### 4月放送
- 4月4日 - 第50回上方漫才大賞発表会（ラジオ大阪、15:00）
- 4月19日 - 戦艦大和と呉（中国放送、11:00。出演:戸高一成他）
- 4月20日
  - テリー伊藤の直撃インタビュー!〜小倉智昭・関口宏が語るテレビじゃ言えないあの話〜（ニッポン放送、18:00、A:垣花正）
  - 吉田拓郎 僕のラジオ with 坂崎幸之助（ニッポン放送、20:00）
- 4月26日 - 桂米朝 最後のよもやま噺（ABCラジオ、24:30）

### 5月放送
- 5月3日 - ニッポン放送報道スペシャル 震災に向き合う親たち 〜我が子が遺した語り継ぐ使命（25:30。ナレーション:上柳昌彦）
- 5月30日 - BK放送開始90年ラジオスペシャル 「おもひでの大阪ラヂオ」（NHKラジオ第1、13:05。司会:佐藤誠、川中美幸、G:木津川計（上方芸能）、小野塚康之）

### 6月放送
- 6月13日 - ショウアップナイタースペシャル 斉藤由貴フルタイムコレクション 作詞家生活45年〜松本隆の世界（ニッポン放送、19:00。P:斉藤由貴）
- 6月21日 - お便りラジオ3 沖縄からあなたへ（NHKラジオ第1、16:05。出演:落合恵子、賀数仁然）
- 6月23日
  - 戦後70年沖縄全戦没者追悼式（NHKラジオ第1、12:20。MC:大野克郎、G:新城俊昭）
  - ラジオ特集 戦後70年 終わらない沖縄戦（NHKラジオ第1、21:05。出演:余貴美子、あったゆういち、安里南乃、安次嶺正美、山内麿、新垣正弘）
- 6月28日 - 今いくよさん追悼特別番組「いくよ、たくさんの愛と笑顔をありがとう」（KBS京都、12:00）

### 7月放送
- 7月17日 - RADIO FRIENDS〜つながるラジオ（FMヨコハマ、みやこハーバーラジオ、19:00。DJ:KOUSAKU、光邦（FMヨコハマ）、箱石文彦（みやこハーバーラジオ））
- 7月19日
  - Summer Wind Radio in シーパーク大浜（RCCラジオ、9:00。出演:DJ.SALLY、久保田夏菜、大松しんじ、Mebius）
  - NACK5 special「Girls Playlist in Summer」（NACK5、12:55。P:露木麻土香）
  - NACK5 special「NACKチキラジ。」（NACK5、25:00。出演:関根優那・渡辺亜紗美・島崎莉乃・鈴木友梨耶（Cheeky Parade））
- 7月20日 - 湯川れい子の60 Years of Rock（ニッポン放送、13:00。出演:萩原健太、Char）
- 7月26日 - 東京園の中村さん（FMヨコハマ、20:00。ナレーション:杉村憲司、出演:沢木耕太郎、久住昌之他）

### 8月放送
- 8月1日 - 青い653号 〜未来へ駆けるヒロシマ被爆電車（中国放送、13:00。出演:横山雄二、河村綾奈、伊藤文、アーサー・ビナード）
- 8月6日 - ラジオドラマ「赤ヘル1975」（中国放送、12:00）
- 8月8日
  - 真夏の夜のプロレス女子会（NHK-FM、22:05。司会:清野茂樹、出演:倉持明日香（AKB48）、豊本明長（東京03）、馬場園梓 (アジアン)、広く。、光浦靖子（オアシズ）、美保純、他、コメント出演:飯伏幸太、オカダ・カズチカ、潮崎豪、棚橋弘至、男色ディーノ、豊田真奈美、永田裕志、中邑真輔、B×Bハルク、本間朋晃、真壁刀義、丸藤正道、他）
  - 山下達郎、シュガー・ベイブを語る（NHK-FM、24:00。出演:山下達郎）
- 8月11日 - ジャニーズヒストリー 真夏の夜の夢（NHKラジオ第1、20:05。出演:A.B.C-Z、Mr.King vs Mr.Prince）
- 8月23日
  - 広島FM×TOKYO FM共同制作特別番組 「カープ女子、広島のその先へ」（JFN系列、19:00。出演:桜井秀俊）
  - NIGHT FISHING RADIO（NHK-FM、23:30。出演:山口一郎（サカナクション）、片山正通、佐藤吉春）
  - ニッポン放送戦後70年特別番組 川柳川柳のガーコン一代記 歌は世につれ（ニッポン放送、25:30。出演:川柳つくし、川柳川柳、栗村智）
- 8月24日 - ユーミン・サザン フルタイムコレクション（ニッポン放送、18:00。DJ:小林克也、出演:小泉孝太郎、木内晶子）

### 9月放送
- 9月1日 - 2015防災の日スペシャル 自然災害に備える「自助・共助・公助」とは!?（文化放送、11:00。出演:浅香唯、伊藤和明、石川真紀）
- 9月5日 - ラジオで安心 みんなの防災 2015（ニッポン放送、11:00。P:関根勤、A:増山さやか、G:大木聖子、蝶野正洋、さんみゅ〜、辛坊治郎、イワイガワ、レポーター:飯田浩司）
- 9月20日 - 古川登志夫と平野文のレジェンドナイト（ニッポン放送、25:30。G:井上和彦）
- 9月22日 - 元気イキイキウォーキングラジオ!（ニッポン放送、ラジオNIKKEI第1、10:00。P:荘口彰久、A:廣田みゆき、G:山口昌彦、レポーター:米田元気、増田みのり
- 9月23日 - ニッポン放送ホリデースペシャル エリエール キレキラ!プレゼンツ バカリズムの『トイレとラジオ』（15:00）
- 9月26日 - タブレット純の“浜松町ナイトクラブ”（文化放送、20:00。P:タブレット純、吉田照美、佐藤利明）
- 9月27日 - TBSラジオ 秋の新番組 お出かけリサーチ（11:30。P:柳沢怜）

### 10月放送
- 10月21日 - 永遠のミスDJ 川島なお美（文化放送、19:00。P:吉田照美、G:千倉真理）

### 12月放送
- 12月2日 - 小林克也のNo.1 RADIO（中国放送、10:00-14:00。P:小林克也）
- 12月7日
  - “HAPPY FM93”開局特別記念番組 〜ワイド FM はじめます!（ニッポン放送、8:00-12:55、15:30-20:50。P:垣花正〔8:00-12:55〕、那須恵理子〔8:00-11:00〕、高田文夫〔11:00-12:55〕、飯田浩司、八木亜希子〔15:30-18:00〕、小林克也、上柳昌彦、東島衣里〔18:00-20:50〕）
  - ワイドFM開局記念 TBSラジオ・文化放送・ニッポン放送 夢の同時生放送!「FMでもキキマス!ゴールデンたまむすび」（12:55。P:赤江珠緒、大竹まこと、大谷ノブ彦、進行:太田英明（文化放送）、出演:藤井フミヤ他）
- 12月12日 - 近藤真彦35周年記念特番 「MATCHY THE DREAM!!」（文化放送、13:00。P:近藤真彦、A:加納有沙、G:吉田照美）[83]
- 12月14日（13日深夜） - マイナビ Laughter Night ニューヨークの 「この時間、アンテナ調整してるんだったらやらせてください。」（TBSラジオ、1:00）[84]

### 2回以上放送のシリーズ番組
- 8月27日 - 横浜防災フェア2015 普天間かおりスペシャルライブ（アール・エフ・ラジオ日本、21:00）
- 9月28日 - 金子柱憲のプロに聞けないゴルフの話+（アール・エフ・ラジオ日本、19:00）
- 12月5日 - ジャパネット presents 民放AMラジオ全47局ネット特別番組 ラジオのちから2015（TBSラジオ他、13:00（一部時差ネット）、P:博多華丸・大吉、赤江珠緒、高田明、出演:さだまさし、岡村隆史、他）
- 12月7日 - bayfm MEETS AKB48 10th Stage 〜パーティーは終わらない〜（19:00。MC:野呂佳代、斉藤りさ、出演:高橋みなみ、小嶋陽菜、渡辺麻友、柏木由紀、横山由依、北原里英、小嶋真子、高橋朱里）
- 12月25日 - RED RIBBON LIVE2015（TBSラジオ、19:00）

#### 1年間で複数回放送された、または放送予定の特番
- 1月25日、8月18日 - 謎はすべて解けた!樹林伸の推理クイズ（NHKラジオ第一、20:05。司会:千野秀和、CV:松野太紀、中川亜紀子〔8月はスタジオ〕、小野健一、小杉十郎太〔8月のみ〕）
- 2月22日 - TBSラジオぼんやり審議会（日曜日。司会:小林悠、出演:しまおまほ、吉田豪、ペリー荻野）
- 4月26日 - スペシャルウィークを振り返ろう。 TBSラジオぼんやり審議会（日曜日、23:00。司会:小林悠、出演:福田里香、みずしな孝之、吉田豪、三条毅史）
- 8月30日 - TBSラジオ954kHz〜8月のスペシャルウィークを振り返る〜TBSラジオぼんやり審議会（日曜日、23:00。司会:小林悠、出演:しまおまほ、福田里香、吉田豪、三条毅史）

### レギュラー番組のスペシャル版
- 1月2日
  - 柳田理科雄のオモシロ空想科学 新春スペシャル（ニッポン放送、17:30。A:箱崎みどり）
- 1月4日
  - うつみ宮土理のおしゃべりしましょ 新春・昭和歌謡でおめっとさん（ニッポン放送、19:30。G:クリス松村）
  - 歌う料理人森野熊八と松本秀夫のよもやま話 えりごのみ（ニッポン放送、28:00）
- 1月18日 - ニューギン presents ラジオドラマ 花の慶次傑作選〜真・花の慶次登場直前スペシャル〜（TBSラジオ、日曜19:00）
- 2月22日 - あさラジスペシャル 佐藤優の緊急提言 ニッポンに迫る危機はコレだ!（ニッポン放送、日曜18:00。A:増山さやか、G:手嶋龍一、下村博文、又吉直樹（ピース））
- 3月1日 - BZS1422最終回特番〜いつかまたやりましょうねスッペシャル!〜（アール・エフ・ラジオ日本、24:30）
- 6月8日 - あさラジスペシャル 佐藤優の緊急提言 どうするニッポンの選択!（ニッポン放送、月曜18:00。G:山口那津男、加藤登紀子、加藤達也）
- 6月14日 - 帰ってきた、今夜もオトパラ!（ニッポン放送、日曜18:00。出演:能町みね子、吉田豪、岡崎武志、松江哲明、町あかり）
- 7月17日
  - 金つぶ「真夏にノック〜乃木坂46スペシャル」（bayFM、20:00。DJ:衛藤美彩、能條愛未、中元日芽香（乃木坂46））
  - 香山リカのココロの美容液・生放送スペシャル（NHKラジオ第1、金曜20:05）
- 7月19日 - ココロのオンガク 〜music for you〜2015夏（文化放送、月曜9:00。G:MINMI、カツユキ (Spicy Chocolate)）
- 8月1日、22日、29日 - 夏休み子ども文芸（NHKラジオ第1、土曜11:05。選者:大高翔〔1日〕、穂村弘〔22日〕、やすみりえ〔29日〕）
- 8月16日 - ジェーン・スー 相談はなくても踊る（TBSラジオ、日曜23:00）
- 8月23日 - ニッポン放送戦後70年特別番組 ヤンキー先生・義家弘介の夏期講習スペシャル いま僕たちにできること（ニッポン放送、日曜26:30）
- 8月29日 - 清水勝利のこれでいいのかニッポン!!part2スピンオフ（アール・エフ・ラジオ日本、土曜9:00）
- 8月30日 - 9月4日 - 安蒜豊三 はやバン!スペシャル（東海ラジオ、月 - 金曜6:00。A:山崎聡子）
- 9月6日 - ホームランドームpresents 王様ラジオキッズ夏の拡大版スペシャル 吉川友 ラストサマーに【花】スペシャル（ラジオ関西、日曜16:00、MC:宮前侑平、樹谷奈央子、G:吉川友、Lovelys!!!!）
- 9月12日
  - ナイツのちゃきちゃきプレ放送（TBSラジオ、土曜15:00）
  - 文化放送ホームランナイター SET UP!スペシャル 桐谷美玲のラジオさん。リターンズ☆（文化放送、土曜19:00）
  - ショウアップナイタースペシャル 八嶋智人今夜もオトパラ準備号（ニッポン放送、土曜19:00）

## 放送時間移動
- 1月3日
  - 南山千恵美のMusic Smile（ABCラジオ、土曜13:30）放送時間短縮
  - 青木和雄の土曜がいちばん!（ラジオ大阪、土曜15:05）放送時間短縮
- 1月8日 - AKB48木﨑ゆりあ 2014年のシンデレラ（MBSラジオ、木曜24:00）放送時間繰り上げ
- 3月7日 - 柴田博のほたるまち旅行社（ABCラジオ、土曜13:00）放送時間短縮
- 3月30日
  - 松井愛のすこ〜し愛して♥（MBSラジオ、平日〔月-金曜〕10:30）放送時間繰り上げ、曜日拡大
  - 氷川きよし節（文化放送、平日〔月-金曜〕11:25）放送時間繰り上げ
  - こんちわコンちゃんお昼ですょ!（MBSラジオ、平日〔月-金曜〕12:30）放送時間短縮
  - 上泉雄一のええなぁ!（MBSラジオ、平日〔月-金曜〕15:30）放送時間繰り下げ、放送時間拡大
  - NHKジャーナル（NHKラジオ第1、平日〔月-金曜〕22:00）放送時間5分拡大
  - ラジオ深夜便（NHKラジオ第1、月-日曜23:15）平日放送時間繰り上げ、週末放送時間繰り下げ
  - 押尾コータローの押しても弾いても（MBSラジオ、月曜24:00）曜日移動
  - おとなののこり汁（ラジオ関西、月曜25:00）曜日移動
  - 佐武宇綺の宇宙を綺麗にするラジオ、i☆Ris 芹澤優のせりざわーるど with you、SUPER☆GiRLS宮崎理奈のナイスみやり!、東京女子流 小西彩乃のこにたん今夜もにっこにこにたん!、ベイビーレイズJAPAN 大矢・高見のしゃべりスタ、佐藤亜美菜の「この世に小文字はいりません!」、爆夜〜BAKUNAI（アール・エフ・ラジオ日本）新設されたラジオ日本NEXT枠へ移動
- 3月31日
  - NMB48のTEPPENラジオ（MBSラジオ、火曜24:00）曜日移動
  - イマドキッ（MBSラジオ、火曜25:00）曜日移動
- 4月1日
  - ばんばひろふみ!ラジオ・DE・しょー!（ラジオ関西、水曜10:00）曜日移動、放送時間拡大
  - TOKYO UPSIDE STATION（東海ラジオ、水 - 金曜12:29）曜日短縮
  - 伊東正治のミュージック・バル（MBSラジオ、水曜24:30）曜日移動
- 4月2日
  - 羽川英樹 ハッスル!（ラジオ関西、木曜10:00）曜日短縮、放送時間拡大
  - スパメン!（ラジオ大阪、木曜18:00）放送時間短縮、曜日短縮
  - ラジオ 雨色ココア（ラジオ大阪、木曜23:45）曜日移動
  - アルコ&ピースのオールナイトニッポン0(ZERO)（ニッポン放送、NOTTV、木曜27:00）二部降格
- 4月3日
  - 寺谷一紀のまいど!まいど!（ラジオ関西、金曜10:00）曜日移動
  - 楽器楽園〜ガキパラ〜 for all music-lovers（文化放送、金曜22:00）曜日移動
- 4月4日
  - あまタク商売繁盛!てんてこまい!（東海ラジオ、土曜13:00）放送時間拡大
  - SKE48♥1+1+1は3じゃないよ!（東海ラジオ、土曜19:00）曜日移動
  - リトグリのハモれでぃお（東海ラジオ、土曜25:00）曜日移動
  - NMB48山本彩の、レギュラーとれてもうた!（文化放送、土曜27:00）曜日移動
- 4月5日
  - 井田勝也 週刊 Voice（東海ラジオ、日曜7:20）放送時間繰り上げ、放送時間短縮
  - 唐さん・一枝の艶歌でOH!きに（MBSラジオ、日曜16:30）放送時間10分拡大
  - SKE48♥1×1は1じゃないよ!（東海ラジオ、日曜20:00）曜日移動
  - ますます!ハイヒール（MBSラジオ、日曜23:30）曜日移動
  - サイケトリップストリート（ラジオ関西、日曜27:30）曜日移動
- 4月6日 - 谷五郎のこころに効くラジオ（ラジオ関西、月曜10:00）曜日短縮、放送時間拡大
- 4月7日 - 桂春蝶のバタフライエフェクト（ラジオ関西、火曜10:00）曜日短縮、放送時間拡大
- 5月2日 - 文化放送・戦後70年企画 アーサー・ビナード『探しています』（土曜5:00）放送時間繰り上げ、放送時間短縮
- 5月3日 - 愛してラジオ大阪（ラジオ大阪、日曜17:00）曜日移動、放送時間短縮
- 5月4日 - オールナイトニッポンGOLD（ニッポン放送、月-木曜22:00）放送時間短縮
- 7月3日 - 大島麻衣・浜松町歴8年目!（文化放送、金曜25:30）曜日移動
- 7月4日 - 茅原実里 SANCTUARY（TOKYO FM、土曜26:00）曜日移動、放送時間拡大
- 7月6日 - 大家志津香のエン活!（TOKYO FM、月曜21:00）曜日移動、放送時間短縮
- 7月11日 - 柴田博のほたるまち旅行社（ABCラジオ、土曜12:30）放送時間繰り上げ
- 7月26日 - 語らい酒場 inlet（ラジオ大阪、毎月最終日曜24:30）曜日移動
- 9月6日 - 愛してラジオ大阪（ラジオ大阪、土曜11:00）曜日移動、放送時間拡大
- 10月2日
  - オールナイトニッポンGOLD（ニッポン放送、金曜22:00）曜日短縮
  - 宮藤官九郎のオールナイトニッポンGOLD（ニッポン放送、毎月第1金曜22:00）曜日移動
- 10月3日
  - 土曜朝イチエンタ。堀尾正明+PLUS!（TBSラジオ、土曜6:00）放送時間拡大
  - 中島探偵団（KBCラジオ、土曜18:30）曜日移動、放送時間短縮
  - リトグリのハモれでぃお（東海ラジオ、土曜18:30）放送時間繰り上げ
- 10月4日（3日深夜） - かとうれい子の三丁目の純情（アール・エフ・ラジオ日本、日曜3:00〈土曜深夜〉。P:かとうれい子）放送時間繰り下げ
- 10月5日（4日深夜） - 木村昴・外崎友亮のビバップコミュニケーション（ラジオ大阪、月曜0:00〈日曜深夜〉）放送時間繰り下げ

## 放送再開番組
- 1月5日 - 清水勝利のこれでいいのかニッポン!!Part2（アール・エフ・ラジオ日本、月曜日24:30）

### 期間限定再開番組
- 4月4日 - 9月 - 森脇健児のサタデースタジアム（KBS京都）